# Портер (Вісконсин)
Портер (англ. Porter) — місто (англ. town) в США, в окрузі Рок штату Вісконсин. Населення — 969 осіб (2020).

## Демографія
Згідно з переписом 2010 року, у місті мешкало 945 осіб у 381 домогосподарстві у складі 282 родин. Було 411 помешкання
Расовий склад населення:
| - 96,7 % — білих - 1,0 % — азіатів - 0,3 % — корінних американців - 0,2 % — вихідців з тихоокеанських островів - 0,1 % — чорних або афроамериканців - 1,1 % — осіб інших рас |

До двох чи більше рас належало 0,6 %. Частка іспаномовних становила 3,1 % від усіх жителів.
За віковим діапазоном населення розподілялося таким чином: 21,4 % — особи молодші 18 років, 62,7 % — особи у віці 18—64 років, 15,9 % — особи у віці 65 років та старші. Медіана віку мешканця становила 47,1 року. На 100 осіб жіночої статі у місті припадало 111,9 чоловіків;  на 100 жінок у віці від 18 років та старших — 114,1 чоловіків також старших 18 років.
Середній дохід на одне домашнє господарство  становив 100 258 доларів США (медіана — 79 306), а середній дохід на одну сім'ю — 114 925 доларів (медіана — 84 250). Медіана доходів становила 57 396 доларів для чоловіків та 42 386 доларів для жінок. За межею бідності перебувало 3,3 % осіб, у тому числі 3,8 % дітей у віці до 18 років та 1,0 % осіб у віці 65 років та старших.
Цивільне працевлаштоване населення становило 554 особи. Основні галузі зайнятості: освіта, охорона здоров'я та соціальна допомога — 19,1 %, будівництво — 11,7 %, сільське господарство, лісництво, риболовля — 11,4 %.